# روبرت كينيدي

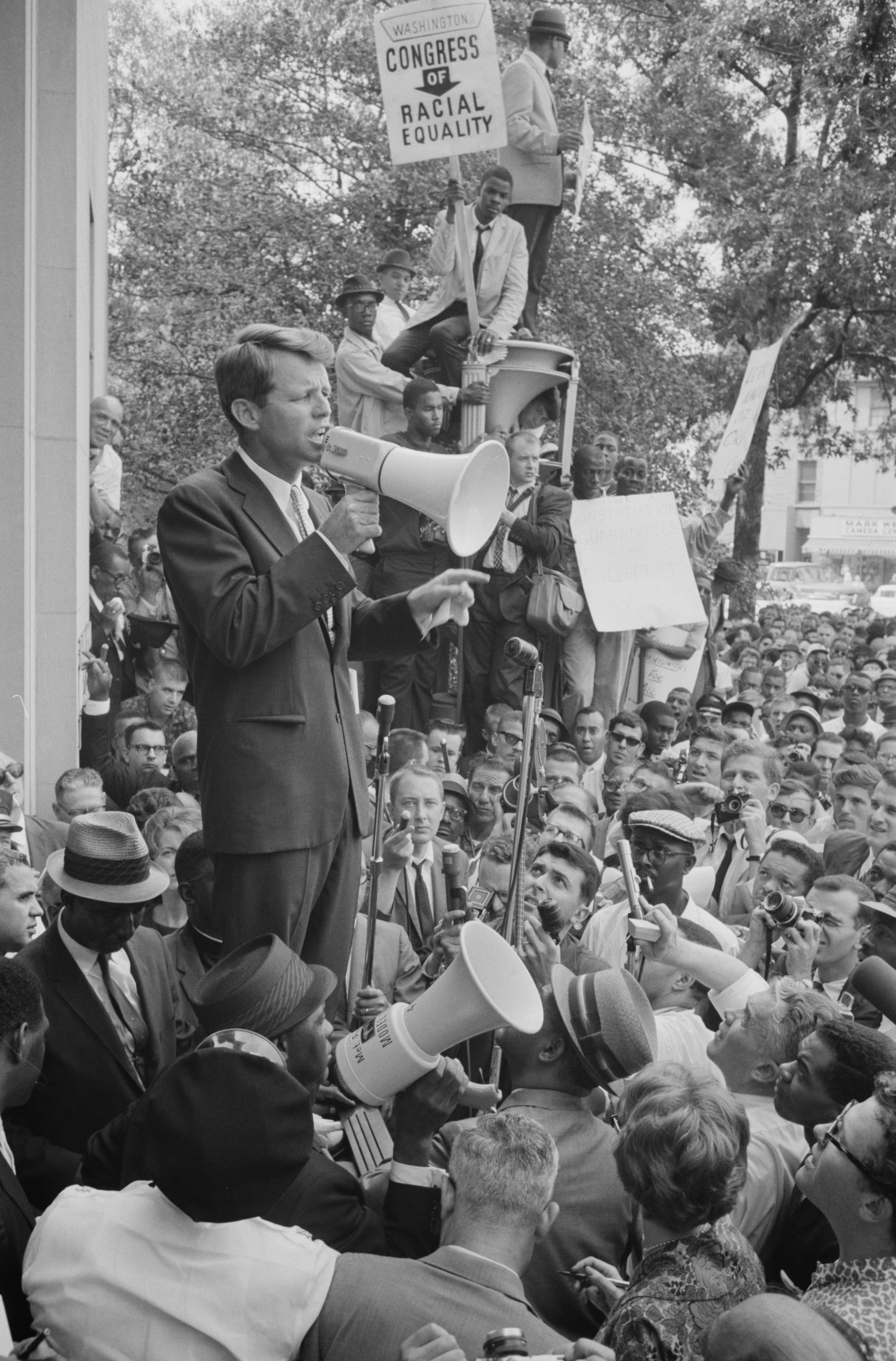
روبرت كينيدي يخطب أمام الجموع عام 1963

روبرت فرانسيس «بوبي» كينيدي (بالإنجليزية: Robert F. Kennedy) (20 نوفمبر 1925 - 6 يونيو 1968) هو سياسي أمريكي ومحامي من ماساتشوستس. انتخب إلى مجلس الشيوخ الأمريكي عن ولاية نيويورك من يناير 1965 حتى اغتياله في يونيو 1968. وكان قبلها النائب العام الرابع والستين للولايات المتحدة من يناير 1961 إلى سبتمبر 1964، وتولى هذا المنصب في إدارة أخيه الأكبر الرئيس جون كينيدي وخليفته الرئيس ليندون جونسون. كان كينيدي عضوا في الحزب الديمقراطي ويعتبر رمزا لليبرالية الأمريكية الحديثة.
خدم بوبي في احتياط بحرية الولايات المتحدة كمتدرب بحار من 1944 إلى 1946، وتخرج من جامعة هارفارد وجامعة فرجينيا. بدأ مسيرته السياسية في ماساتشوستس كمدير لحملة أخيه جون الناجحة لمجلس الشيوخ في عام 1952. وعمل قبل انضمامه إلى المناصب العامة كمراسل لصحيفة بوسطن بوست وكمستشار مساعد للجنة مجلس الشيوخ برئاسة جوزف مكارثي. وقد حظي باهتمام وطني كمحامي رئيس للجنة نشاطات العمل في مجلس الشيوخ في الفترة من 1957 إلى 1959، حيث اعترض علنا على رئيس الفريق جيمي هوفا بسبب ممارسات نقابته الفاسدة وأصدر كتاب «العدو في الداخل»، وهو كتاب عن الفساد في العمل المنظم.
استقال كينيدي من اللجنة ليقود حملة أخيه جون في الانتخابات الرئاسية عام 1960. وقد تم تعيينه نائبا عاما بعد نجاح أخيه في الانتخابات وكان أقرب مستشار للرئيس من 1961 إلى 1963. واشتهر في هذا المنصب بمناصرته لحركة الحقوق المدنية ومكافحته للجريمة المنظمة وبالأخص المافيا الأمريكية، ومشاركته في سياسة الولايات المتحدة الخارجية المتعلقة بكوبا. وبعد اغتيال أخيه، ظل بوبي في منصبه في إدارة جونسون لعدة أشهر. غادر بعدها لينتخب إلى مجلس الشيوخ الأمريكي عن ولاية نيويورك في عام 1964 وهزم المرشح الجمهوري كينيث كيتنغ.
كان كينيدي هو المرشح الديمقراطي الرئيسي للرئاسة في انتخابات عام 1968. وكان يحظى بشعبية خصوصا بين الناخبين الفقراء والسود واللاتينيين والكاثوليك والشباب. تم اغتياله بعد منتصف الليل في 5 يونيو 1968، بعد أن هزم السناتور يوجين مكارثي في الانتخابات التمهيدية الرئاسية في ولايتي كاليفورنيا وجنوب داكوتا، حيث تلقى جرحا قاتلا بطلق ناري من سرحان سرحان، وهو شاب فلسطيني يبلغ من العمر 24 عاما، وتوفي كينيدي في اليوم التالي.

## النشأة

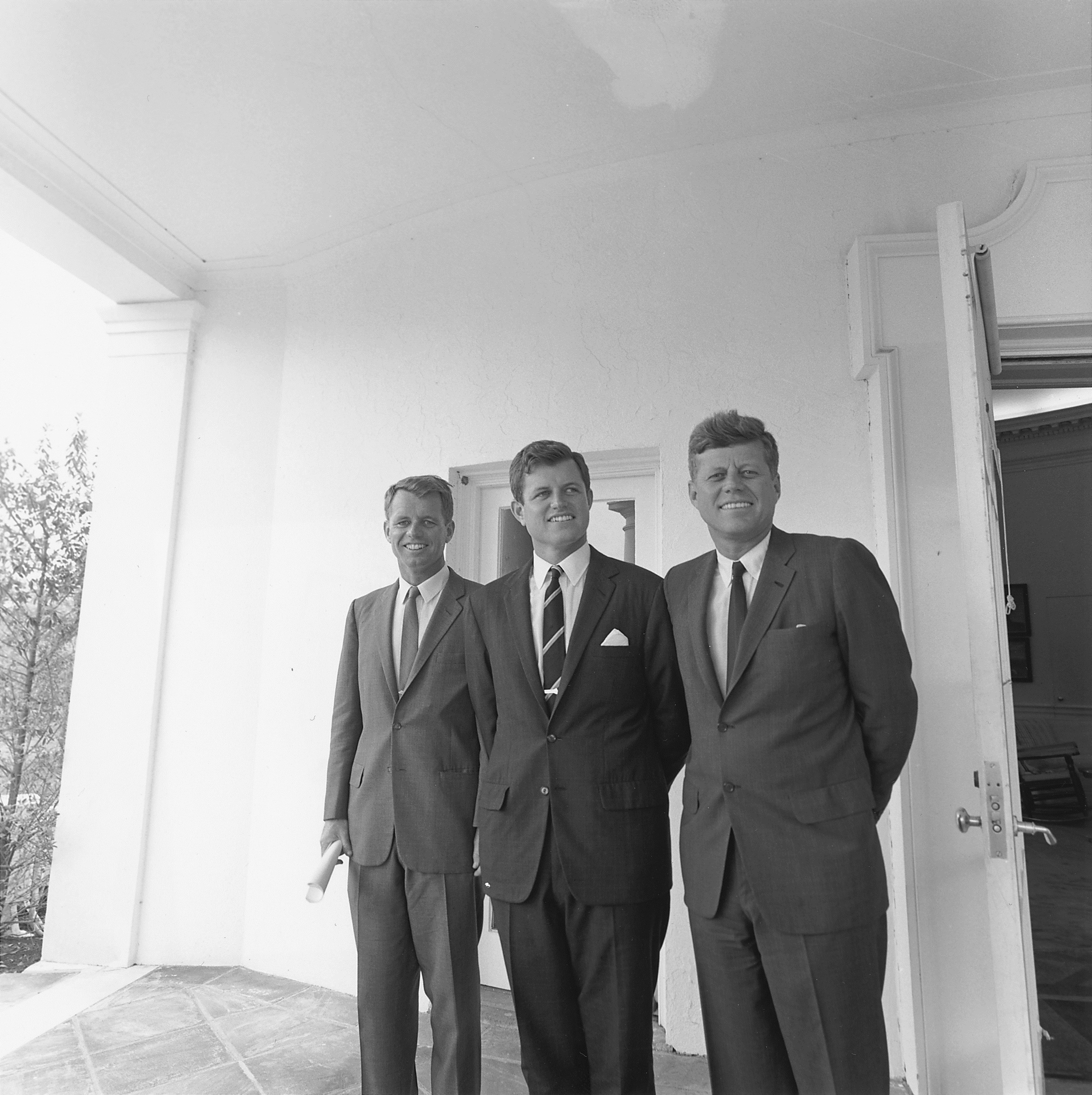
روبرت كينيدي مع جون وإدوارد خارج المكتب البيضاوي سنة 1963م.

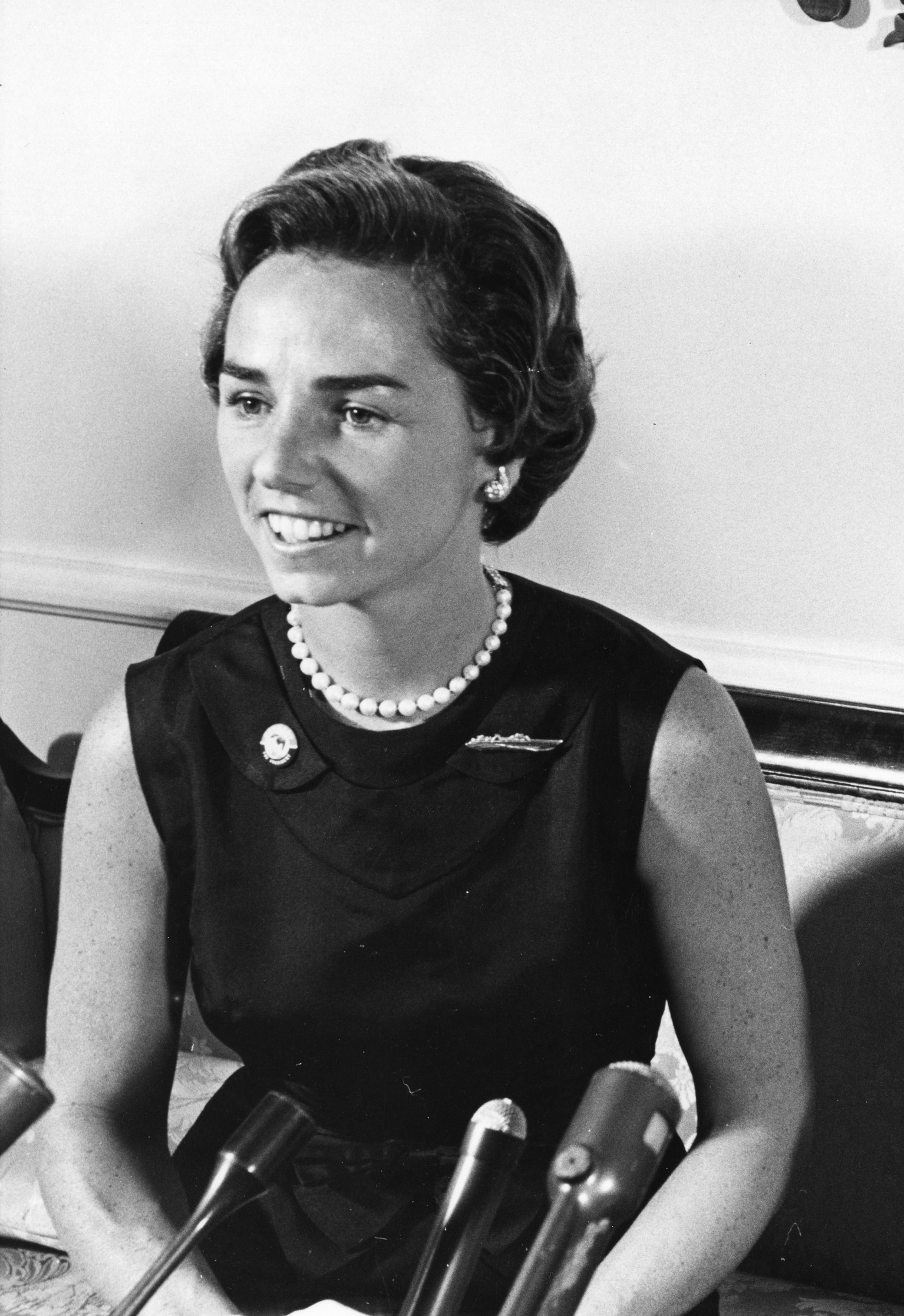
إيثيل كينيدي زوجة روبرت كينيدي

وُلد روبرت كينيدي عام 1925م في بروكلين، فكان السابع لوالده.

أمضى روبرت كينيدي سنوات الدراسة في معهد دميره (لندن) حين كان والده سفيراً هناك، وفي أكاديمية في ماساشوستس، وجامعة هارفارد، وجامعة فيرجينيا حيث درس القانون.

## نشاطه السياسي

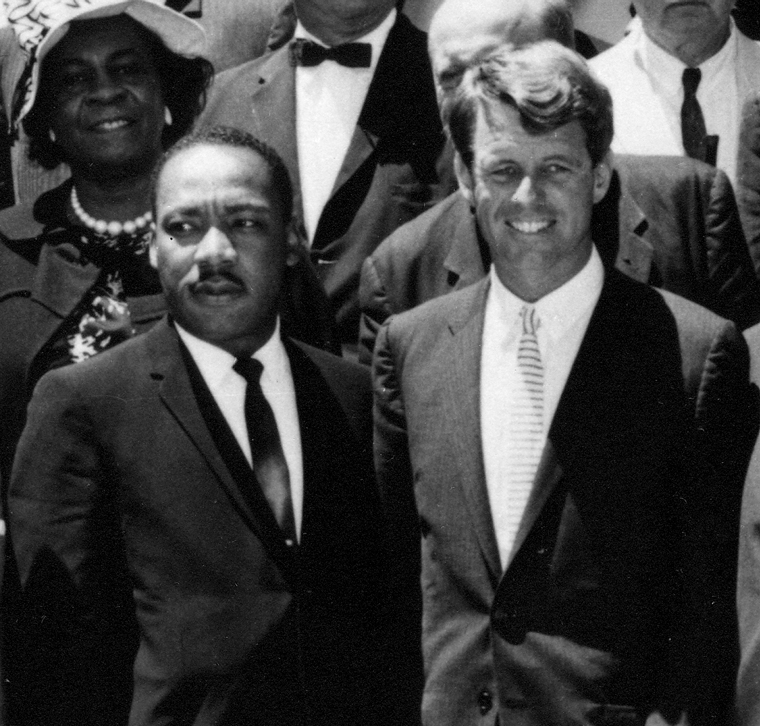
روبرت كينيدي مع مارتن لوثر كينغ في واشنطن في 22 يونيو سنة 1963م.

وجد روبرت نفسه متورطاً في الحياة السياسية عندما دخل شقيقه جون كينيدي معترك الحملة الانتخابية من أجل عضوية مجلس الشيوخ، فلقد أدار روبرت الحملة الانتخابية الخاصة بأخيه.

عمل روبرت مستشار خاص لدى السيناتور جوزيف ماكارثي الذي اشتهر بلقب صيّاد الشيوعيين، ولكن أساليب ماكارثي في لجنة مجلس الشيوعيين الخاصة بالتحقيق مع الشيوعيين أثارت قرف المحامي روبرت كينيدي.

كُلّف روبرت بإدارة تحقيق حول التجارة بين دول حلف الناتو والصين الشعبية خلال الحرب الكورية، ثم استقال في شهر تموز سنة 1953م.

وفي عام 1954م كتب تقريراً يدين فيه سلوك ماكارثي خلال التحقيق مع رجال الجيش الأمريكي، وأدى التقرير إلى فرض رقابة من مجلس الشيوخ على ماكارثي.

في عام 1957م، ترأّس روبرت كينيدي لجنة من مجلس الشيوخ للتحقيق في عمليات الاستغلال التي يقوم بها أرباب العمل بحق العمّال، وضغط روبرت باتجاه إصدار قوانين تحفظ حقوق العمال.

وبسبب هذه النشاطات، نشأت نظرية تقول بوجود مؤامرة ثلاثية لاغتيال الرئيس جون كينيدي، ثم مارتن لوثر كينغ، ثم السيناتور روبرت كينيدي.

## قيادته لحمله شقيقه جون كينيدي الانتخابية
قاد روبرت حملة الانتخابات الرئاسة لشقيقه جون كينيدي عام 1960م، وصار جون كينيدي رئيساً للولايات المتحدة الأمريكية، ثم اختار شقيقه روبرت ليدير مكتب المدعي العام الأمريكي.

## اهتمام روبرت بالشؤون الداخلية
لقد بدأ الشقيقان وكأنّ كلاً منهما يكمل الآخر، فاهتم روبرت بالشؤون الداخلية للبلاد، وخاصة موضوع الحقوق المدنية.

## خلافه مع إدغار هوفر
بدأ روبرت يضغط على إدغار هوفر المدير العتيد لمكتب التحقيقات الفيدرالي الذي يركز كل جهوده على اصطياد الشيوعيين، بينما لا يهتم بمشكلات الجريمة المنظمة والظلم العنصري.

لقد صار روبرت عدواً أبدياً لإدغار هوفر.

## اهتمامه بالشؤون الخارجية
في الشؤون الخارجية، أدار جون كينيدي دفّة الحكم ببراعة، وخاض مشكلة خليج الخنازير دون مساعدة شقيقه روبرت، ولكن عندما جاءت أزمة الصواريخ الكوبية استعان بروبرت، وتم الوصول إلى مصالحة بحيث سحب السوفييت صواريخهم من كوبا وسحب الأمريكان صواريخهم من تركيا.

بعد ذلك اغتيل الرئيس الأمريكي جون كينيدي، فكان الاغتيال كابوساً مرعباً، فعلاقة روبرت مع جون كانت أكثر من شراكة، بل إنها رفعت روبرت من كونه صاحب المرتبة السابعة في التسلسل بين إخوته، وعندما فارق جون الحياة، صار روبرت بمثابة الشقيق الأكبر الذي يعتمد عليه الجميع.

## معارضته لسياسات ليندون جونسون

السيناتور روبرت كينيدي مع الرئيس الأمريكي ليندون جونسون في المكتب البيضاوي سنة 1966م.

أقسم ليندون جونسون اليمين الدستورية ليصبح رئيساً للولايات المتحدة الأمريكية، وظل روبرت في المنصب نفسه، لكن الرجلين تبادلا الشعور بعدم الثقة، وعندما قرّر جونسون العمل لإعادة انتخابه رئيساً عام 1964م، رفض روبرت لمنصب نائب الرئيس.

استفاد روبرت من هذا الرفض حيث خطط لدخول مجلس الشيوخ عام 1964م عن نيويورك، ونجح في ذلك.

اعترض روبرت على سياسات جونسون الخارجية، فقد عارض العدوان الأمريكي على جمهورية الدومينيكان عام 1965م، وعارض استمرار وتصاعد العدوان الأمريكي في فيتنام.

هناك جهات تتبنى نظرية وجود مؤامرة لاغتيال الرئيس جون كينيدي، ثم مارتن لوثر كينغ، ثم السيناتور روبرت كينيدي بسبب خطة كان جون كينيدي ينوي تنفيذها للإنسحاب المرحلي من فيتنام.

ومن الواضح أنَّ تصعيد جونسون للعدوان على فيتنام هي على النقيض تماماً من سياسة سلفه، مع أن روبرت حرص دوماً على تذكيره بها.

وكلما تصاعدت الحرب، كانت أمريكا تتقسّم سياساً، وعرقياً، ودينياً، وفلسفياً، وبين أجيال الآباء والأبناء.

## ترشحه لانتخابات الرئاسة الأمريكية

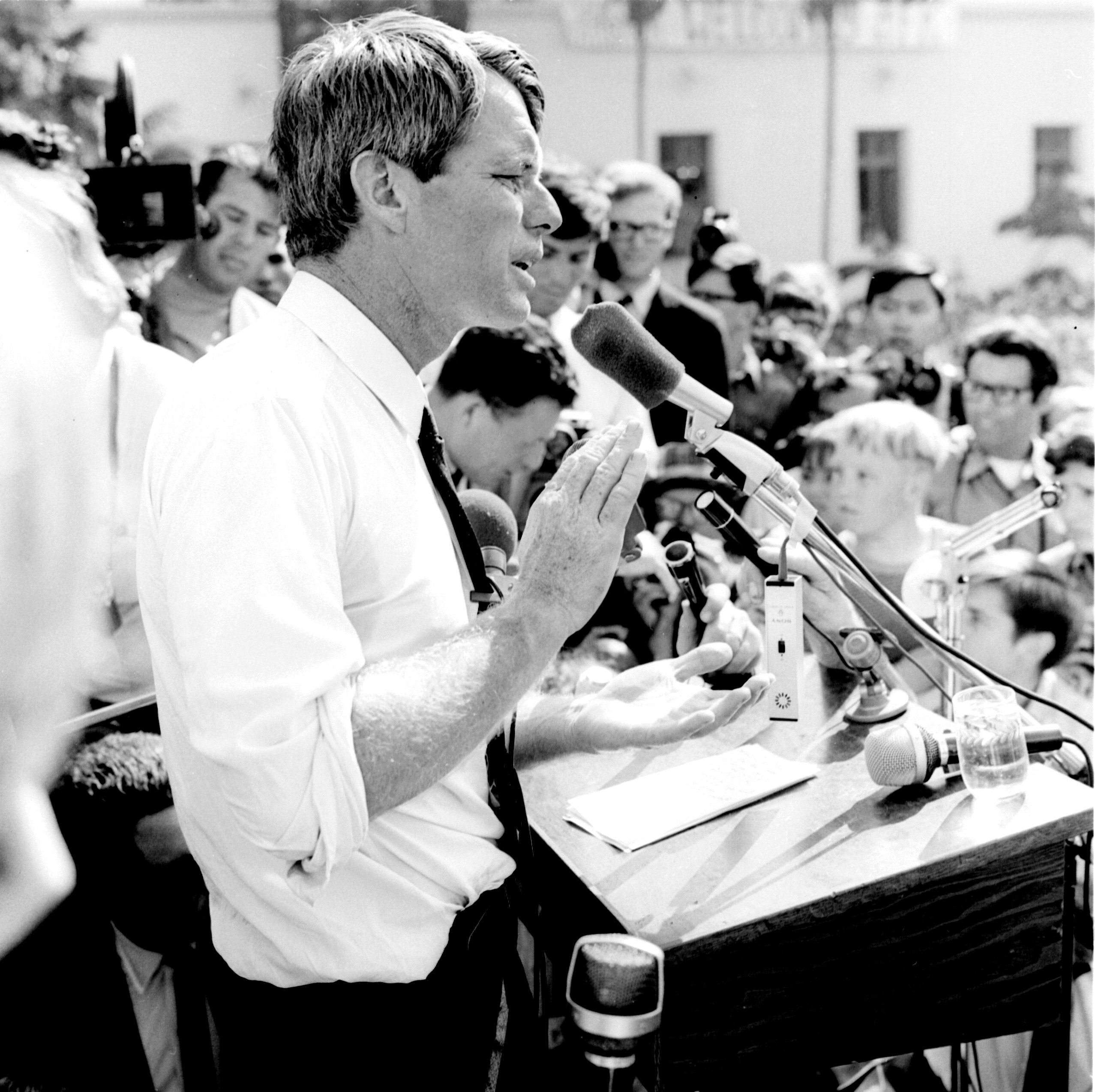
روبرت كينيدي يلقي خطاباً في لوس آنجلوس.

أصبح روبرت رمزاً للجيل الجديد والصوت المدافع عن الأقليّات العرقية والاقتصادية.

وفي عام 1968م أعلن عن ترشيح نفسه للحصول على ترشيح الحزب الديمقراطي لخوض انتخابات الرئاسة الأمريكية عام 1968م.

وفي أواخر ذلك الشهر أعلن الرئيس جونسون أنه لن يسعى لترشيح نفسه من أجل إعادة انتخابه. 

بدأت الحملة الانتخابية، وقام الدكتور مارتن لوثر كينغ بدعم روبرت كينيدي، لكن كينغ اغتيل يوم 4 من شهر أبريل سنة 1968م.

لم يكن روبرت الوحيد الذي يسعى للحصول على ترشيح الحزب الديمقراطي، بل كان هناك يوجين ماكارثي الذي فاز بأصوات ولاية أريغون، لكن روبرت فاز بأصوات إنديانا ونيبراسكا، وجاء موعد التصويت يوم 5 من شهر يونيو سنة 1968م.

## إغتياله

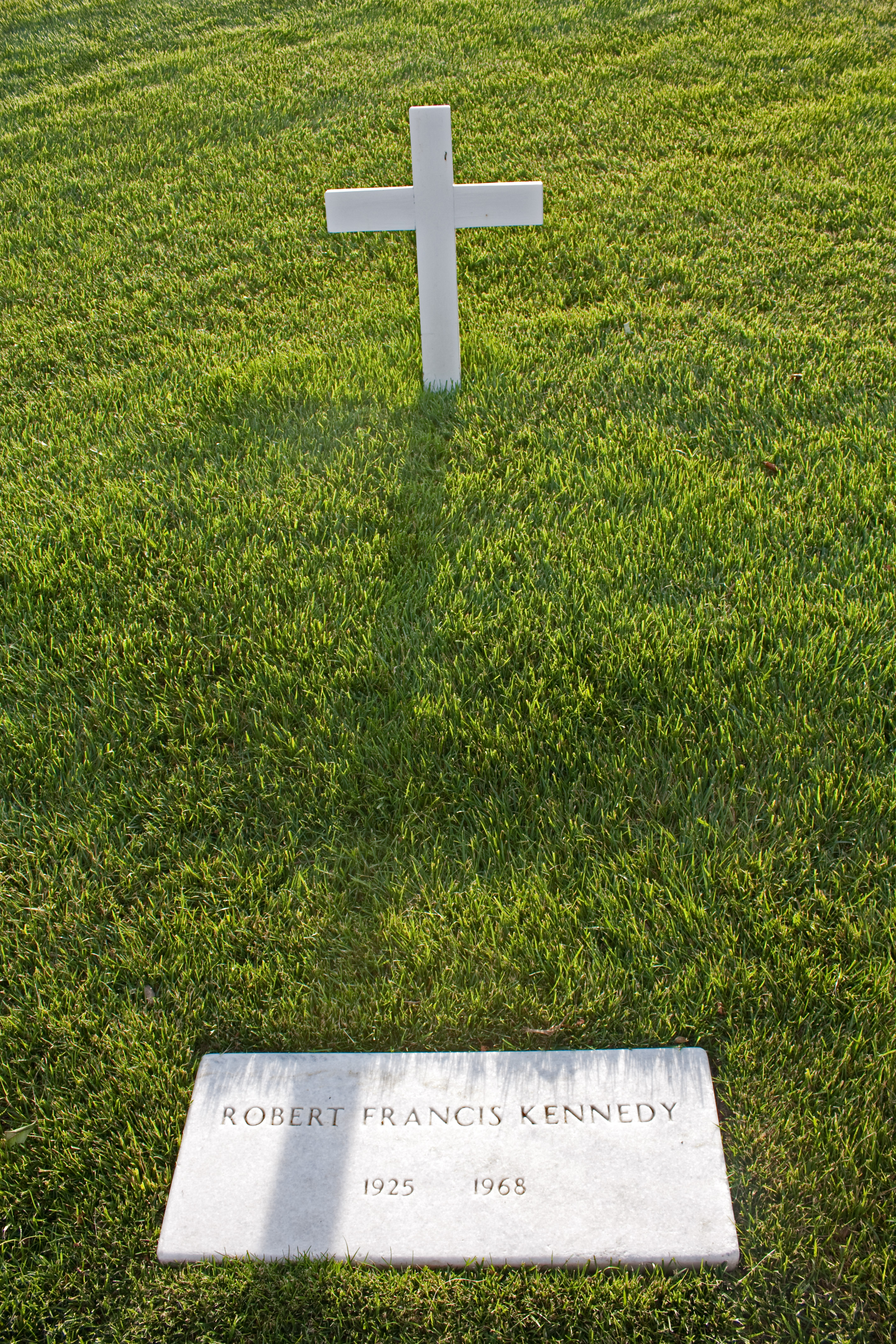
ضريح روبرت كينيدي في مقبرة آرلنجتون الوطنية.

صورة روميرو وكينيدي بعد سقوطه على الأرض.

عقد روبرت موتمراً صحفياً في فندق الأمباسادور، وكان هناك شاب فلسطيني يبلغ من العمر 24 عاماً واقفاً ينتظر الوقت المناسب.

ألقى روبرت خطابه بمناسبة فوزه، وانطلق كينيدي ماشياً في أحد ممرات الفندق، وهنا تناول سرحان مسدّسه وأطلق منه ثماني طلقات، وسادت الفوضى والهستيريا في المكان. أصيب روبرت في دماغه، وكانت الإصابة قاتلة.

سقط روبرت على الأرض، وانقضّ الرجال على سرحان، وجاء رجال شرطة لوس أنجلوس وسحبوا سرحان من ذراعيه ورجليه لينقل في سيارة الشرطة، نقل روبرت إلى مشفى ساماريتان وأجرى الجراحون له عدّة عمليات، وظلّ معلّقاً بين الحياة والموت 26 ساعة ثم مات روبرت بعد أن اُغتيل على يد الفلسطيني سرحان سرحان في العام 1968 أثناء انتهائه من إلقاء خطاب حول الإنتخابات إذ كان بين قوسين أو أدنى من الفوز بترشيح الحزب الديموقراطي ليس هذا فحسب بل من الفوز بالرئاسة، إذ يعتبر روبرت الأشهر في أميركا في تلك الحقبة، تدور الشكوك حول دوافع قتله فحجه القاتل أن كينيدي قام بتأييد إسرائيل ووعد بالمزيد من الدعم، ولكن يعتقد بوجود مؤامرة لتصفيته من قبل C.I.A، لكونه عارض إدارة جونسون في كثير من الأمور، كما قام بدعم وتأييد الزعيم الأسود مارتن لوثر كينغ الذي اُغتيل هو الآخر قبل كينيدي بعدة أشهر .

## جنازته
نقل جثمان روبرت في طائرة رئاسية من لوس آنجلوس إلى نيويورك، وانطلقت الجنازة في اليوم التالي من كاتدرائية سانت باتريك، وألقى شقيقه إدوارد كينيدي كلمة تأبين جيّاشة بالعواطف.

وصل موكب الجنازة إلى مقبرة آرلنجتون الوطنية في واشنطن حيث دُفن روبرت إلى جانب شقيقه جون.

## العواقب المباشرة لاغتيال روبرت كينيدي

صورة تجمع الأخوة الثلاث من عائلة كينيدي وهم من اليسار : جون وروبرت وإدوارد.

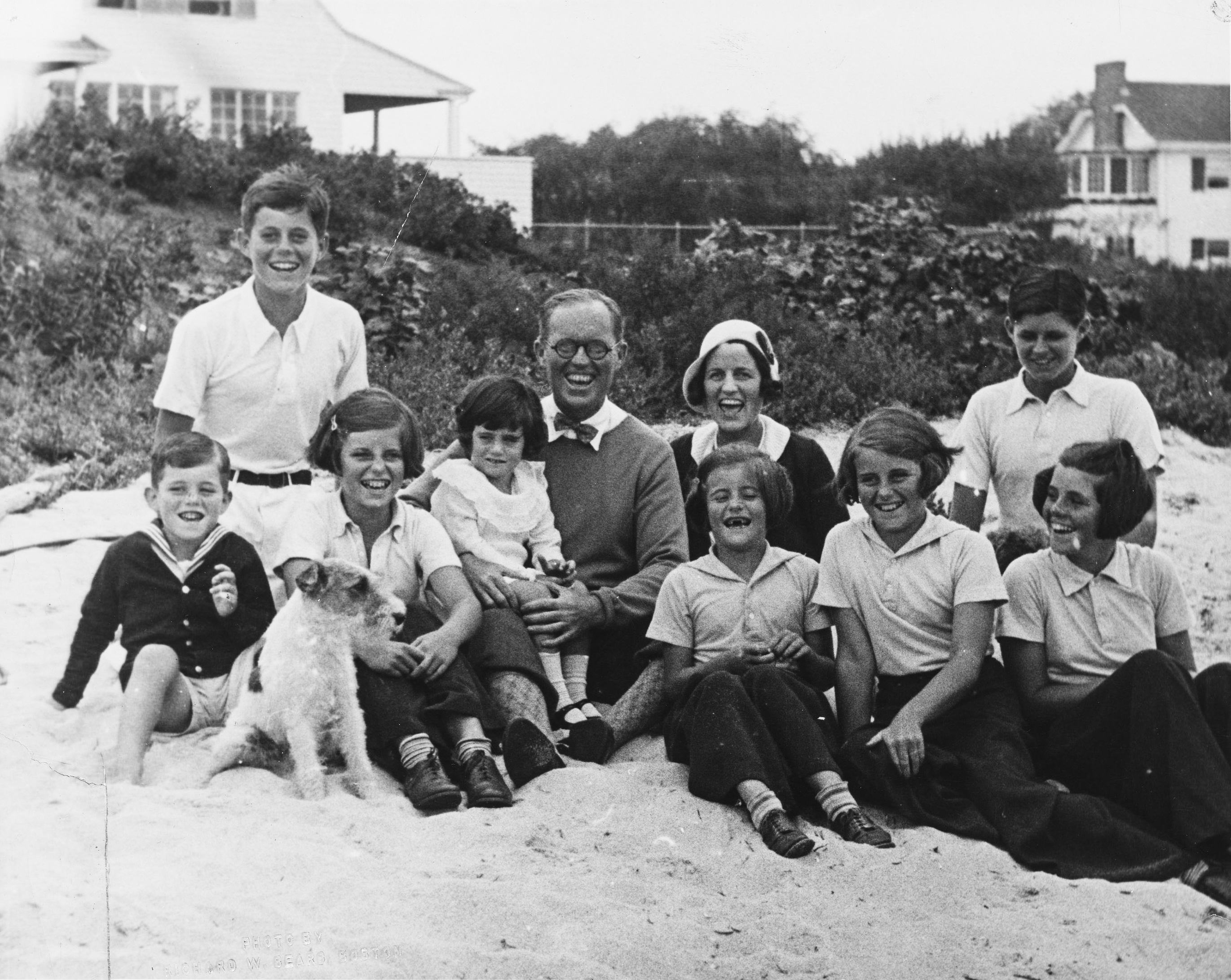
عائلة كينيدي في بلدة هيانيس في ماساشوستس في الرابع من سبتمبر عام 1931 وهم بالترتيب من اليسار إلى اليمين: بوبي وبليه جاك ويونيس وجان في أحضان جوزيف كينيدي الأب وبجانبه كاثيلين وباتريشيا وروزماري ومن خلفهم جوزيف الابن وروز وكلبهم الأليف بودي

لا يزال بعضهم يؤيدون النظرية القائلة بوجود مؤامرة كبرى خططت لاغتيال ثلاث شخصيات كبرى، وما لم يظهر دليل دراماتيكي جديد، ستظلّ القصة كما هي، وسيظل سرحان في السجن مدى الحياة.

## روابط خارجية
- روبرت كينيدي على موقع IMDb (الإنجليزية)
- روبرت كينيدي على موقع الموسوعة البريطانية (الإنجليزية)
- روبرت كينيدي على موقع مونزينجر (الألمانية)
- روبرت كينيدي على موقع ألو سيني (الفرنسية)
- روبرت كينيدي على موقع ألو سيني (الفرنسية)
- روبرت كينيدي على موقع ميوزك برينز (الإنجليزية)
- روبرت كينيدي على موقع أول موفي (الإنجليزية)
- روبرت كينيدي على موقع قاعدة بيانات الأفلام السويدية (السويدية)
- روبرت كينيدي على موقع إن إن دي بي (الإنجليزية)
- روبرت كينيدي على موقع ديسكوغز (الإنجليزية)